# Canton du Haut Agenais Périgord
Le canton du Haut Agenais Périgord est une circonscription électorale française du département de Lot-et-Garonne.

## Histoire
Un nouveau découpage territorial de Lot-et-Garonne entre en vigueur à l'occasion des élections départementales de 2015. Il est défini par le décret du 26 février 2014, en application des lois du 17 mai 2013 (loi organique 2013-402 et loi 2013-403). Les conseillers départementaux sont, à compter de ces élections, élus au scrutin majoritaire binominal mixte. Les électeurs de chaque canton élisent au Conseil départemental, nouvelle appellation du Conseil général, deux membres de sexe différent, qui se présentent en binôme de candidats. Les conseillers départementaux sont élus pour 6 ans au scrutin binominal majoritaire à deux tours, l'accès au second tour nécessitant 12,5 % des inscrits au 1er tour. En outre la totalité des conseillers départementaux est renouvelée. Ce nouveau mode de scrutin nécessite un redécoupage des cantons dont le nombre est divisé par deux avec arrondi à l'unité impaire supérieure si ce nombre n'est pas entier impair, assorti de conditions de seuils minimaux. En Lot-et-Garonne, le nombre de cantons passe ainsi de 40 à 21.
Le canton du Haut agenais Périgord est formé de communes des anciens cantons de Cancon (9 communes), de Villeréal (13 communes) et de Monflanquin (11 communes). Il est entièrement inclus dans l'arrondissement de Villeneuve-sur-Lot. Le bureau centralisateur est situé à Monflanquin.

## Représentation
| Période élective | Période élective | Mandat | Mandat   | Identité                 | Nuance | Nuance | Qualité                                                                                                |
| ---------------- | ---------------- | ------ | -------- | ------------------------ | ------ | ------ | --- |
| 2015             | 2021             | 2015   | 2021     | Marcel Calmette          |        | PS     | Exploitant agricole, ancien conseiller général du canton de Monflanquin (2004-2015)                    |
| 2015             | 2021             | 2015   | 2021     | Christine Gonzato-Roques |        | FG     | Sage-femme, 2ème adjointe au maire de Monflanquin 7ème Vice-Présidente du Conseil départemental        |
| 2021             | 2028             | 2021   | en cours | Marcel Calmette          |        | PS     | Conseiller sortant                                                                                     |
| 2021             | 2028             | 2021   | en cours | Christine Gonzato-Roques |        | PCF    | Conseillère sortante, vice-présidente chargée du Développement social, de l’insertion et de l’habitat. |

### Résultats détaillés

#### Élections de mars 2015
À l'issue du 1er tour des élections départementales de 2015, trois binômes sont en ballottage : Marcel Calmette et Christine Gonzato-Roques (PS, 42,29 %), David Jimenez et Carole Roire (DVD, 32,9 %) et Pierrette Goudal et Gilles Meillier (FN, 24,81 %). Le taux de participation est de 63,43 % (6 398 votants sur 10 087 inscrits) contre 57,81 % au niveau départemental et 50,17 % au niveau national.
Au second tour, Marcel Calmette et Christine Gonzato-Roques (PS) sont élus avec 44,15 % des suffrages exprimés et un taux de participation de 66,41 % (2 870 voix pour 6 699 votants et 10 088 inscrits).

#### Élections de juin 2021
Le premier tour des élections départementales de 2021 est marqué par un très faible taux de participation (33,26 % au niveau national). Dans le canton du Haut Agenais Périgord, ce taux de participation est de 44,86 % (4 512 votants sur 10 058 inscrits) contre 39,29 % au niveau départemental. À l'issue de ce premier tour, deux binômes sont en ballottage : Marcel Calmette et Christine Gonzato-Roques (PS, 52,86 %) et Isabelle Kempen et Didier Parrel (DVD, 27,77 %).
Le second tour des élections est marqué une nouvelle fois par une abstention massive équivalente au premier tour. Les taux de participation sont de 34,36 % au niveau national, 41,08 % dans le département et 47,25 % dans le canton du Haut Agenais Périgord. Marcel Calmette et Christine Gonzato-Roques (PS) sont élus avec 58,67 % des suffrages exprimés (2 620 voix pour 4 748 votants et 10 049 inscrits),,.

## Composition
Le canton du Haut Agenais Périgord comprend trente-trois communes entières.
| Nom                                 | Code Insee | Intercommunalité                         | Superficie (km2) | Population (dernière pop. légale) | Densité (hab./km2) | Modifier                                    |
| ----------------------------------- | ---------- | ---------------------------------------- | ---------------- | --------------------------------- | ------------------ | ------------------------------------------- |
| Monflanquin (bureau centralisateur) | 47175      | CC des Bastides en Haut-Agenais Périgord | 62,21            | 2 358 (2022)                      | 38                 | modifier les données · modifier les données |
| Beaugas                             | 47023      | CC des Bastides en Haut-Agenais Périgord | 22,48            | 329 (2022)                        | 15                 | modifier les données · modifier les données |
| Boudy-de-Beauregard                 | 47033      | CC des Bastides en Haut-Agenais Périgord | 10,07            | 397 (2022)                        | 39                 | modifier les données · modifier les données |
| Bournel                             | 47037      | CC des Bastides en Haut-Agenais Périgord | 14,70            | 252 (2022)                        | 17                 | modifier les données · modifier les données |
| Cancon                              | 47048      | CC des Bastides en Haut-Agenais Périgord | 24,49            | 1 366 (2022)                      | 56                 | modifier les données · modifier les données |
| Castelnaud-de-Gratecambe            | 47055      | CC des Bastides en Haut-Agenais Périgord | 17,23            | 516 (2022)                        | 30                 | modifier les données · modifier les données |
| Dévillac                            | 47080      | CC des Bastides en Haut-Agenais Périgord | 9,25             | 157 (2022)                        | 17                 | modifier les données · modifier les données |
| Doudrac                             | 47083      | CC des Bastides en Haut-Agenais Périgord | 8,61             | 108 (2022)                        | 13                 | modifier les données · modifier les données |
| Gavaudun                            | 47109      | CC des Bastides en Haut-Agenais Périgord | 21,33            | 304 (2022)                        | 14                 | modifier les données · modifier les données |
| Lacaussade                          | 47124      | CC des Bastides en Haut-Agenais Périgord | 10,28            | 208 (2022)                        | 20                 | modifier les données · modifier les données |
| Laussou                             | 47141      | CC des Bastides en Haut-Agenais Périgord | 17,15            | 275 (2022)                        | 16                 | modifier les données · modifier les données |
| Mazières-Naresse                    | 47164      | CC des Bastides en Haut-Agenais Périgord | 8,93             | 99 (2022)                         | 11                 | modifier les données · modifier les données |
| Monbahus                            | 47170      | CC des Bastides en Haut-Agenais Périgord | 31,97            | 628 (2022)                        | 20                 | modifier les données · modifier les données |
| Monségur                            | 47178      | CC des Bastides en Haut-Agenais Périgord | 10,99            | 400 (2022)                        | 36                 | modifier les données · modifier les données |
| Montagnac-sur-Lède                  | 47181      | CC des Bastides en Haut-Agenais Périgord | 19,55            | 271 (2022)                        | 14                 | modifier les données · modifier les données |
| Montaut                             | 47184      | CC des Bastides en Haut-Agenais Périgord | 14,19            | 255 (2022)                        | 18                 | modifier les données · modifier les données |
| Monviel                             | 47192      | CC des Bastides en Haut-Agenais Périgord | 6,23             | 77 (2022)                         | 12                 | modifier les données · modifier les données |
| Moulinet                            | 47193      | CC des Bastides en Haut-Agenais Périgord | 14,57            | 197 (2022)                        | 14                 | modifier les données · modifier les données |
| Pailloles                           | 47198      | CC des Bastides en Haut-Agenais Périgord | 9,16             | 314 (2022)                        | 34                 | modifier les données · modifier les données |
| Parranquet                          | 47200      | CC des Bastides en Haut-Agenais Périgord | 9,62             | 115 (2022)                        | 12                 | modifier les données · modifier les données |
| Paulhiac                            | 47202      | CC des Bastides en Haut-Agenais Périgord | 21,89            | 307 (2022)                        | 14                 | modifier les données · modifier les données |
| Rayet                               | 47219      | CC des Bastides en Haut-Agenais Périgord | 10,02            | 174 (2022)                        | 17                 | modifier les données · modifier les données |
| Rives                               | 47223      | CC des Bastides en Haut-Agenais Périgord | 12,79            | 195 (2022)                        | 15                 | modifier les données · modifier les données |
| Saint-Aubin                         | 47230      | CC des Bastides en Haut-Agenais Périgord | 18,51            | 389 (2022)                        | 21                 | modifier les données · modifier les données |
| Saint-Étienne-de-Villeréal          | 47240      | CC des Bastides en Haut-Agenais Périgord | 14,62            | 266 (2022)                        | 18                 | modifier les données · modifier les données |
| Saint-Eutrope-de-Born               | 47241      | CC des Bastides en Haut-Agenais Périgord | 38,28            | 683 (2022)                        | 18                 | modifier les données · modifier les données |
| Saint-Martin-de-Villeréal           | 47256      | CC des Bastides en Haut-Agenais Périgord | 8,22             | 105 (2022)                        | 13                 | modifier les données · modifier les données |
| Saint-Maurice-de-Lestapel           | 47259      | CC des Bastides en Haut-Agenais Périgord | 7,79             | 107 (2022)                        | 14                 | modifier les données · modifier les données |
| Salles                              | 47284      | CC des Bastides en Haut-Agenais Périgord | 21,58            | 287 (2022)                        | 13                 | modifier les données · modifier les données |
| La Sauvetat-sur-Lède                | 47291      | CC des Bastides en Haut-Agenais Périgord | 14,14            | 638 (2022)                        | 45                 | modifier les données · modifier les données |
| Savignac-sur-Leyze                  | 47295      | CC des Bastides en Haut-Agenais Périgord | 11,38            | 317 (2022)                        | 28                 | modifier les données · modifier les données |
| Tourliac                            | 47311      | CC des Bastides en Haut-Agenais Périgord | 9,83             | 140 (2022)                        | 14                 | modifier les données · modifier les données |
| Villeréal                           | 47324      | CC des Bastides en Haut-Agenais Périgord | 13,92            | 1 265 (2022)                      | 91                 | modifier les données · modifier les données |
| Canton du Haut Agenais Périgord     | 4710       |                                          | 545,98           | 13 499 (2022)                     | 25                 | modifier les données                        |

## Démographie
En 2022, le canton comptait 13 499 habitants, en évolution de −0,37 % par rapport à 2016 (Lot-et-Garonne : −0,18 %, France hors Mayotte : +2,11 %).
| 2013   | 2018   | 2022   |
| ------ | ------ | ------ |
| 13 627 | 13 546 | 13 499 |